# Niels Lodberg
Niels Lodberg (født 14. oktober 1980) er en dansk tidligere fodboldspiller, der for øjeblikket er midlertidig cheftræner hos FC Midtjylland. I sin aktive karriere optrådte han for Ringkøbing IF, Lyngby, FC Nordsjælland, AC Horsens og SønderjyskE. Hans placering på banen hos SønderjyskE var som forsvarer, men blev hos AC Horsens også benyttet både på midtbanen, angrebet og forsvaret.

## Karriere

### Tidlige karriere
Lodberg blev født i Hvide Sande, Vestjylland og startede sit første seniorår i BK Klitten, og derefter hos Ringkøbing IF, inden han i år 2000 rejste til Sjælland og skrev kontrakt med Superliga-klubben Lyngby Boldklub. Her spillede han frem til at klubben i efteråret 2001 måtte erklære sig konkurs. Som så mange andre Lyngby-spillere skiftede Lodberg herefter til lokalrivalerne FC Nordsjælland, hvor han de følgende år uden større succes var en del af truppen. I sommeren 2004 skrev han kontrakt med 1. divisionsklubben AC Horsens.

### AC Horsens

#### 1. division
Lodberg slog i 1. division igennem med et brag, og blev ligaens topscorer i sæsonen 2004-05, hvor han med sine 21 mål var en hel afgørende faktor i klubbens oprykning til SAS Ligaen. Lodberg scorede blandt andet begge mål i 2-1 sejren over den største rival til oprykningen, Boldklubben Frem, i et opgør i tredjesidste spillerunde den 9. juni 2005, der reelt sikrede klubben forfremmelsen til den bedste række.
Udover de 21 mål i 1. division spillede Lodberg også en stor rolle i holdes succes i DBU's landspokalturnering samme sæson, hvor han blandt andet scorede i kvartfinalesejren over AGF, der blev besejret 3-1 efter forlænget spilletid.

#### Superligaen
Lodberg var på grund af sin målfarlighed i 1. division fra start udset som manden der, sammen med nyindkøbet Abdul Sule, skulle score målene for AC Horsens i holdets første SAS-Liga-sæson, 2005-06. Lodberg var dog ikke i stand til at opretholde sin målfarlighed fra året før, og først i 19. spillerunde, den 27. november 2005, scorede han sit første Superliga-mål, der skaffede Horsens 1-1 på udebane mod Esbjerg fB. Han sluttede sæsonen med bare tre scoringer.
I mellemtiden var træner Kent Nielsen begyndt at bruge Lodberg på alternative pladser på banen, og han opnåede gennem sin første sæson at spille både angriber, kantspiller, offensiv midtbanespiller, samt højre back. Dermed var han trods de få scoringer alligevel en afgørende brik i AC Horsens' overraskende overlevelse i ligaen.
Lodberg blev i den følgende sæson mere eller mindre permanent brugt som defensiv midtbanespiller, da den normale spiller på denne plads, Allan Søgaard, var blev langtidsskadet, og pladsen i angrebet var overtaget af det succesfulde nyindkøb Gilberto Macena. Lodberg scorede slet ikke i sæsonen 2006-07. Han scorede sit første mål for AC Horsens i mere end et år den 18. juli 2007, i sæsonpremieren af sæsonen 2007-08, da han på hovedstød sikrede klubben en 2-1 sejr på udebane over lokalrivalerne AGF. Han var efterfølgende med til at sikre klubben en 5. plads i ligaen den pågældende sæson.
I sæsonen 2008-09 var Lodberg med resten af AC Horsens-mandskabet inde i et formdyk, og overvintrede på ligaens sidsteplads. Han scorede dog i løbet af sæsonen flere mål, blandt andet på straffespark i hjemmesejren over SønderjyskE i sæsonpremieren, samt i 3-0 sejren over Brøndby IF den 12. april 2009. Klubben rykkede ned i 1. division, men returnerede året efter øjeblikkeligt til Superligaen.
I sæsonen 2010-11 stod Lodberg som anfører for AC Horsens for adskillige scoringer, heraf de fleste på straffespark. Han spillede i efterårssæsonen på midtbanen, men blev efter salget af Andreas Augustsson rykket ned i midterforsvaret, og var med til at holde nullet i adskillige kampe i forårssæsonen.
Lodberg afsluttede sin aktive karriere i januar 2016. Han mente at det var det rette tidspunkt at sige stop, og ville derudover gerne fokusere udelukkende på jobbet som assistenttræner for AC Horsens.

## Titler
1. Division
- 2010 med AC Horsens